# Biharia
Biharia (in ungherese Bihar) è un comune della Romania di 3 872 abitanti, ubicato nel distretto di Bihor, nella regione storica della Transilvania.
Il comune è formato dall'unione di 2 villaggi: Biharia e Cauaceu.
Dal 2005 fa parte della zona metropolitana di Oradea.